# Ted Sikovi
Ted Losi Junior Sikovi (26 maggio 1983) è un calciatore samoano, portiere del Lupe ole Soaga.

## Carriera

### Club
Ha sempre giocato nel campionato samoano.

### Nazionale
Ha collezionato 1 presenza con la propria Nazionale.